# Halowe Mistrzostwa Polski Seniorów w Lekkoatletyce 2019
63. Halowe Mistrzostwa Polski Seniorów w Lekkoatletyce – zawody lekkoatletyczne, które odbyły się 16 i 17 lutego 2019 w Arenie Toruń.
Poza medalami stawką mistrzostw były minima na 35. HME w Glasgow (1–3 marca 2019).
Po raz drugi w historii halowych mistrzostw Polski w programie zawodów znalazła się sztafeta mieszana 4 × 400 metrów.

## Rezultaty

### Mężczyźni
| Konkurencja:              | 1. miejsce                                                                           | Rezultat        | 2. miejsce                                                         | Rezultat     | 3. miejsce                                                                       | Rezultat     |
| Bieg na 60 m              | Remigiusz Olszewski CWZS Zawisza Bydgoszcz                                           | 6,67            | Dominik Kopeć KS Agros Zamość                                      | 6,75         | Piotr Tarkowski KS AZS-AWF Biała Podlaska                                        | 6,84 =PB     |
| Bieg na 200 m             | Dominik Smosarski KS AZS UWM Olsztyn                                                 | 21,28           | Adrian Brzeziński MKL Toruń                                        | 21,33        | Dariusz Kowaluk AZS-AWF Warszawa                                                 | 21,39 =PB    |
| Bieg na 400 m             | Karol Zalewski AZS-AWF Katowice                                                      | 46,85           | Rafał Omelko KS AZS AWF Wrocław                                    | 47,12        | Jakub Krzewina WKS Śląsk Wrocław                                                 | 47,14 SB     |
| Bieg na 800 m             | Mateusz Borkowski RKS Łódź                                                           | 1:49,64         | Jakub Augustyniak GKS Olimpia Grudziądz                            | 1:50,94 PB   | Patryk Kozłowski RLTL ZTE Radom                                                  | 1:51,19      |
| Bieg na 1500 m            | Michał Rozmys UKS Barnim Goleniów                                                    | 3:43,41         | Adam Czerwiński UKS Lider Siercza                                  | 3:44,95      | Szymon Żywko AZS UMCS Lublin                                                     | 3:48,00 PB   |
| Bieg na 3000 m            | Marcin Lewandowski CWZS Zawisza Bydgoszcz                                            | 8:16,00 PB      | Andrzej Kowalczyk ULKS Fajfer 2001 Łapanów                         | 8:20,78 PB   | Paweł Pankratow MKS Hermes Gryfino                                               | 8:22,46 PB   |
| Bieg na 60 m przez płotki | Damian Czykier KS Podlasie Białystok                                                 | 7,71            | Dominik Bochenek CWZS Zawisza Bydgoszcz                            | 7,75 SB      | Dominik Staśkiewicz AZS-AWF Warszawa                                             | 7,85         |
| Sztafeta 4 × 200 metrów   | AZS-AWF Katowice Karol Zalewski Przemysław Słowikowski Paweł Dzida Karol Kwiatkowski | 1:26,11 RP klub | OŚ AZS Poznań Eryk Hampel Artur Zaczek Adam Balcerek Adrian Wesela | 1:27,56      | WKS Śląsk Wrocław Łukasz Krawczuk Tymoteusz Zimny Radosław Maciąg Antoni Walicki | 1:27,66      |
| Chód na 5000 m            | Dawid Tomala AZS KU Politechniki Opolskiej                                           | 19:26,32 SB     | Rafał Augustyn LKS Stal Mielec                                     | 19:35,29 SB  | Artur Brzozowski AZS-AWF Katowice                                                | 19:44,57 SB  |
| Skok wzwyż                | Norbert Kobielski MKS Inowrocław                                                     | 2,22            | Sylwester Bednarek RKS Łódź                                        | 2,19         | Maciej Grynienko UKS Orlica Domaniów                                             | 2,16 SB      |
| Skok o tyczce             | Piotr Lisek OSOT Szczecin                                                            | 5,83            | Paweł Wojciechowski CWZS Zawisza Bydgoszcz                         | 5,60         | Robert Sobera KS AZS AWF Wrocław                                                 | 5,50         |
| Skok w dal                | Tomasz Jaszczuk AZS-AWF Katowice                                                     | 7,93 SB         | Mateusz Różański KU AZS PWSZ w Tarnowie                            | 7,77         | Piotr Tarkowski KS AZS-AWF Biała Podlaska                                        | 7,73 PB      |
| Trójskok                  | Adrian Świderski WKS Śląsk Wrocław                                                   | 16,45           | Jan Kulmaczewski UKS Kapry-armexim Pruszków                        | 15,49        | Rafał Sulwirski AZS-AWF Warszawa                                                 | 15,36 PB     |
| Pchnięcie kulą            | Michał Haratyk KS Sprint Bielsko-Biała                                               | 20,92 SB        | Konrad Bukowiecki KS AZS UWM Olsztyn                               | 20,78        | Jakub Szyszkowski AZS-AWF Katowice                                               | 20,23        |
| Siedmiobój                | Paweł Wiesiołek KS Warszawianka                                                      | 5699 pkt. SB    | Mikołaj Jakóbczak KS AZS AWF Wrocław                               | 5244 pkt. PB | Michał Krawczyk AZS-AWF Warszawa                                                 | 5123 pkt. SB |

### Kobiety
| Konkurencja:              | 1. miejsce                                                                                      | Rezultat        | 2. miejsce                                                                       | Rezultat     | 3. miejsce                                                                           | Rezultat     |
| Bieg na 60 m              | Ewa Swoboda AZS-AWF Katowice                                                                    | 7,15            | Martyna Kotwiła RLTL ZTE Radom                                                   | 7,30 PB      | Kamila Ciba OŚ AZS Poznań                                                            | 7,39 SB      |
| Bieg na 200 m             | Martyna Kotwiła RLTL ZTE Radom                                                                  | 23,71 PB        | Agata Forkasiewicz KS AZS AWF Wrocław                                            | 24,00 SB     | Magdalena Stefanowicz AZS-AWF Katowice                                               | 24,26        |
| Bieg na 400 m             | Iga Baumgart-Witan BKS Bydgoszcz                                                                | 52,05           | Justyna Święty-Ersetic AZS-AWF Katowice                                          | 52,16        | Anna Kiełbasińska SKLA Sopot                                                         | 52,32 PB     |
| Bieg na 800 m             | Weronika Wyka AZS-AWF Warszawa                                                                  | 2:05,48 SB      | Anna Sabat CWKS Resovia Rzeszów                                                  | 2:06,09      | Natalia Gulczyńska MKL Szczecin                                                      | 2:06,56 PB   |
| Bieg na 1500 m            | Sofia Ennaoui AZS UMCS Lublin                                                                   | 4:15,62         | Beata Topka ULKS Talex Borzytuchom                                               | 4:21,80 PB   | Katarzyna Broniatowska KS AZS AWF Kraków                                             | 4:21,98      |
| Bieg na 3000 m            | Renata Pliś MKL Maraton Świnoujście                                                             | 9:05,98         | Anna Bańkowska KS Podlasie Białystok                                             | 9:19,05 PB   | Aleksandra Brzezińska MKL Toruń                                                      | 9:20,80 PB   |
| Bieg na 60 m przez płotki | Klaudia Siciarz KS AZS AWF Kraków                                                               | 7,95 PB         | Karolina Kołeczek AZS UMCS Lublin                                                | 8,03 PB      | Urszula Bhebhe AZS-AWF Warszawa                                                      | 8,33 SB      |
| Sztafeta 4 × 200 metrów   | AZS-AWF Katowice Justyna Święty-Ersetic Magdalena Stefanowicz Natalia Węglarz Karolina Łozowska | 1:36,65 RP klub | AZS-AWF Warszawa Paulina Paluch Urszula Bhebhe Natalia Duchnowska Justyna Paluch | 1:37,71      | KS AZS AWF Wrocław Anna Pałys Agata Forkasiewicz Jagoda Mierzyńska Joanna Linkiewicz | 1:38,20      |
| Chód na 3000 m            | Agnieszka Szwarnóg KS AZS AWF Kraków                                                            | 13:00,05 SB     | Agnieszka Ellward WKS Flota Gdynia                                               | 13:10,68 SB  | Katarzyna Zdziebło LKS Stal Mielec                                                   | 13:19,81 SB  |
| Skok wzwyż                | Aneta Rydz RLTL ZTE Radom                                                                       | 1,81 SB         | Michalina Kwaśniewska ZLKL Zielona Góra                                          | 1,78 SB      | Aleksandra Nowakowska RKS Łódź                                                       | 1,78         |
| Skok o tyczce             | Agnieszka Kaszuba KL Gdynia                                                                     | 4,20 SB         | Anna Łyko MKS MOS Wrocław                                                        | 4,10 =SB     | Milena Lipińska OSOT Gdańsk                                                          | 3,70 =PB     |
| Skok w dal                | Joanna Kuryło KS AZS AWF Wrocław                                                                | 6,14            | Karolina Młodawska KKL Kielce                                                    | 6,13 PB      | Weronika Grzelak LKS Górnik Wałbrzych                                                | 6,11 SB      |
| Trójskok                  | Adrianna Szóstak OŚ AZS Poznań                                                                  | 13,28 PB        | Gaja Wota WKS Wawel Kraków                                                       | 13,28 PB     | Aleksandra Kwiecień MKS Hermes Gryfino                                               | 12,65 =PB    |
| Pchnięcie kulą            | Klaudia Kardasz KS Podlasie Białystok                                                           | 18,21           | Agnieszka Maluśkiewicz OŚ AZS Poznań                                             | 16,07        | Anna Niedbała MKS Hermes Gryfino                                                     | 15,59 SB     |
| Pięciobój                 | Adrianna Sułek CWZS Zawisza Bydgoszcz                                                           | 4365 pkt. SB    | Paulina Ligarska SKLA Sopot                                                      | 4285 pkt. PB | Patrycja Skórzewska KS AZS AWF Kraków                                                | 4138 pkt. PB |

### Drużyna mieszana
| Konkurencja:                     | 1. miejsce                                                                 | Rezultat | 2. miejsce                                                                             | Rezultat | 3. miejsce                                                                 | Rezultat |
| Sztafeta mieszana 4 × 400 metrów | AZS-AWF Warszawa Wiktor Suwara Weronika Wyka Agata Kołecka Dariusz Kowaluk | 3:27,37  | RLTL ZTE Radom Jakub Smoliński Izabela Smolińska Bartłomiej Czajkowski Natalia Wosztyl | 3:29,90  | KS AZS AWF Kraków Nikodem Wylęga Mariola Karaś Karolina Cuber Jakub Mordyl | 3:30,53  |